# Renate Zwicker-Pelzer

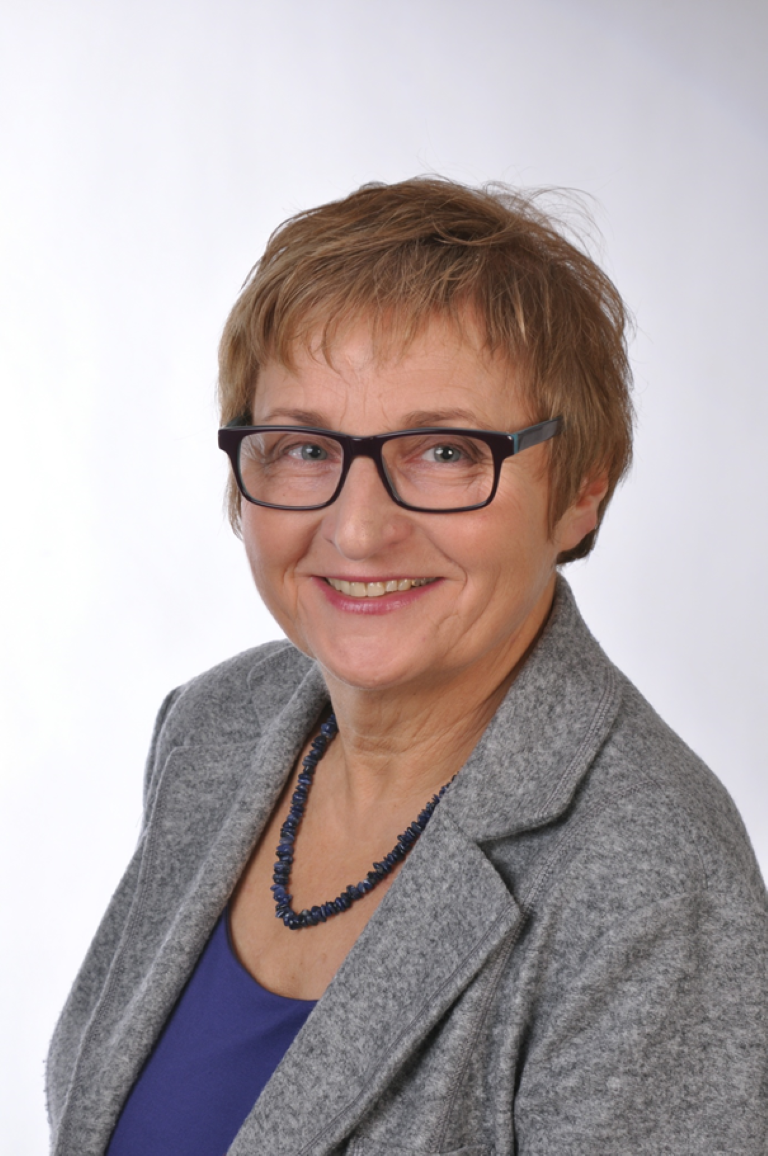

Renate Zwicker-Pelzer ist eine deutsche emeritierte Professorin für Erziehungs- und Beratungswissenschaft. Sie ist Diplom-Sozialpädagogin, Diplompädagogin, Supervisorin (DGSF/DGSv), Familientherapeutin und Lehrberaterin/Lehrtherapeutin (DGSF).

## Beruflicher Werdegang
Nach dem Studium der Sozialpädagogik (von 1974 bis 1990) war Renate Zwicker-Pelzer als Sozialpädagogin in unterschiedlichen Feldern der Sozialen Arbeit tätig (als Bildungsreferentin im Jugendverband, als Dozentin für Didaktik/Methodik der Sozialpädagogik). Als Diplompädagogin war sie pädagogische Mitarbeiterin in der Jugend- und Erwachsenenbildung (in der Friedensbildung, der Frauenbildung, der beruflichen Bildung) tätig. Ihre aktive Beratungstätigkeit begann 1990 (in der Ehe-, Familien- und Lebensberatung, in der Familientherapie, in Projekten der Familienbildung und als Lehrbeauftragte an der Gesamthochschule Siegen, sowie Kath. Fachhochschule Köln mit den Schwerpunkten „Soziale Arbeit mit Einzelnen und Familien“). Renate Zwicker-Pelzer promovierte 1992 zum Dr. phil. an der Universität Kassel.
Mit der Berufung wurde Renate Zwicker-Pelzer 1994 als Professorin für Erziehungswissenschaften lehrte sie schwerpunktmäßig „Grundlagen und Konzepte Sozialer Arbeit“ und „Systemische Arbeit mit Familien“ an der Katholischen Hochschule NRW (KatHO NRW) am Standort Aachen. Dort gründete und koordinierte sie den ersten Parttime-Studiengang der Katholischen Hochschule für „Frauen neben Familientätigkeit“ in Sozialer Arbeit. In 2004 wechselte sie als Professorin für Beratungs- und Erziehungswissenschaften in den Fachbereich Gesundheitswesen an den Standort Köln, wo sie u. a. in den Jahren 2007 bis 2009 als Dekanin des Fachbereichstätig war. Als Gründungs-Studiengangsleitung des Masters of Counseling (Ehe-, Familien-,Lebensberatung) entwickelte, implementierte und begleitete Renate Zwicker-Pelzer ab 2008 einen bundesweit erfolgreichen weiterbildenden Masterstudiengang der KatHo-NRW mit fachverbandlichen Anerkennungen. Zwicker-Pelzer war Leiterin des Studiengangs „Master of Counseling, Ehe-Familien-Lebensberatung“ an der KatHO NRW. Sie wurde 2017 emeritiert und ist weiterhin ehrenamtlich wie berufspolitisch vielfältig engagiert, z. B. ab 2016 im Wissenschaftlichen Beirat der DGfB.

## Mitarbeit in Gremien, Instituten und Fachverbänden
Renate Zwicker-Pelzer war von 2004 bis 2010 Gründungs- und Vorstandsmitglied der DGfB (Deutsche Gesellschaft für Beratung/Counseling). Seit 2003 arbeitete sie im Bereich der Entwicklung von Standards für Beratung als berufspolitische Referentin für Beratung und war von 2012 bis 2018 2. Vorsitzende der DGSF (Deutsche Gesellschaft für Systemische Therapie, Beratung und Familientherapie). Sie ist Mitglied in der VHBC (Vereinigung der Hochschullehrer zur Förderung von Counseling/Beratung) und Mitglied in der DGSv (Deutsche Gesellschaft für Supervision und Coaching) sowie Mitglied in der Paulo Freire Kooperation e.V.

## Veröffentlichungen
- Zur Konzeption und Kritik entwicklungspolitischer Bildungsarbeit in der außerschulischen Jugendarbeit. (= pfk-Archiv. Aspekte der Freire-Pädagogik) Verlag Dialogische Erziehung, Oldenburg 1979, ISSN 1439-0051.
- Verwicklung und Entwicklung. Entwicklungsbezogene Bildungsarbeit für Frauen. IKO-Verlag, Frankfurt 1995, ISBN 978-3-88939-608-2 (= Dissertation).
- Part-time-Studium für Frauen mit Familientätigkeit – Hochschulentwicklung antwortet auf gesellschaftlichen Wandel. In: Das Hochschulwesen, 29. Jg. 1/2001, Seite 28–33.
- Zwicker-Pelzer, R. (2002). Hilfen in familialen Krisen: ein Plädoyer für die Vernetzung von Hilfsangeboten. In KFH NW-Jahrbuch 2002 (S. 30-45). Münster: LIT-Verlag.
- Befreiungspädagogik und Soziale Arbeit. In: Ronald Lutz (Hrsg.): Befreiende Sozialarbeit. Paulo-Freire-Verlag, Oldenburg 2005.
- Zwicker-Pelzer, R. (2008). Wendezeiten in der Professionalisierung von Beratung. Zeitschrift für systemische Therapie und Beratung, 26 (4), 226-231.
- Als Herausgeberin: Marte Meo in Betreuung und Pflege. Subjektstellung und Autonomieförderung in der Arbeit mit alten Menschen. Paulo-Freire-Verlag, Oldenburg 2008, ISBN 978-3-86585-154-3.
- Zwicker-Pelzer, R. (2010). Beratung in der sozialen Arbeit. Bad Heilbrunn: Klinkhardt, ISBN 978-3-8252-3327-3.
- Zwicker-Pelzer, R., Geyer, E., Rose, A. (2011). Systemische Beratung in Pflege und Pflegebildung. Opladen: Budrich, ISBN 978-3-86649-681-1.
- Beratung im Allgemeinen Sozialen Dienst. In: Joachim Merchel (Hrsg.): Handbuch Allgemeiner Sozialer Dienst (ASD). Ernst Reinhardt Verlag, München, 1. Auflage 2012, S. 217-226; 3. Auflage 2019, S. 222–231.
- Zwicker-Pelzer, R. (2013). Sorgende und umsorgende Aspekte in der Beratung von Familien im Kontext von Alter und Pflegebedürftigkeit. Kontext 44 (3), 273 -281.
- Zwicker-Pelzer, R. (2014). Beratung von Familien im Kontext von Alter und Pflegebedürftigkeit. In P. Bauer, M. Weinhardt (Hrsg.), Perspektiven sozialpädagogischer Beratung (S. 47-63). Weinheim: Beltz.
- Zwicker-Pelzer, R.; Hoff, T. (2015). Beratung und Beratungswissenschaft. Baden-Baden: Nomos.
- Mit Silke Doppelfeld: Supervision von Pflegefachkräften im Gesundheitswesen. In: Jörg Baur, Margret Nemann, Peter Berker (Hrsg.): Supervision in der Beobachtung. Forschungs- und praxisbezogene Perspektiven. Budrich-Verlag, Leverkusen-Opladen 2015, S. 251-270, ISBN 978-3-8474-0644-0.
- Mit Andrea Rose: Beratungstheorie für die Praxisbegleitung. In: Frank Arens: Praxisbegleitung in der beruflichen und akademischen Pflegeausbildung. Eine Standortbestimmung. WB-Verlag, Stuttgart 2015, ISBN 978-3-86573-894-3, S. 121–141.
- Mit Tanja Hoff (Hrsg.): Beratung und Beratungswissenschaft. Nomos, Baden-Baden 2015, ISBN 978-3-8487-1422-3.
- Persönliche Zugänge zur Entwicklung und Verwicklung im Lehr-Lerngeschehen. In: Dirk Rohr, Annette Hummelsheim, Marc Höcker (Hrsg.): Beratung lehren. Erfahrungen, Geschichten, Reflexionen aus der Praxis von 30 Lehrenden. Beltz-Verlag Weinheim 2016, ISBN 978-3-7799-3356-4, S. 90–102.
- Angehörige als Zugehörige im Prozess der Pflege und Betreuung. Niemand ist (hoffentlich) alleine krank. In: Liane Schirra-Weirich, Henrik Wiegelmann (Hrsg.): Alter(n) und Teilhabe. Herausforderungen für Individuum und Gesellschaft. Verlag Barbara Budrich, Leverkusen-Opladen 2016, ISBN 978-3-8474-0587-0, S. 273–290.
- Zwicker-Pelzer, R. (2017). Angehörige als Zugehörige im Prozess der Pflege und Betreuung: Niemand ist (hoffentlich) alleine krank, in: L. Schirra-Weirich, H. Wiegelmann (Hrsg.), Alter(n) und Teilhabe (S. 273-290). Opladen: Budrich.
- Zwicker-Pelzer, R., Hawellek, Ch., Becker, U. (2018). Eindeutig uneindeutig. Demenz systemisch betrachtet. Göttingen: Vandenhoeck & Ruprecht., ISBN 978-3-525-40638-0.
- Zwicker-Pelzer, R., Hundenborn, G., Heuel, G. (2018): Kultursensibilität im Gesundheitswesen. Modulhandbuch für eine kompetenzorientierte, wissenschaftsbasierte und multiprofessionelle Aus-, Fort- und Weiterbildung in den therapeutischen und pflegerischen Gesundheitsfachberufen. Düsseldorf: MAGS.
- Zwicker-Pelzer, R. in: Schubert, F.C.; Rohr, D.; Zwicker-Pelzer, R.(2019): Beratung. Grundlagen – Konzepte – Anwendungsfelder. Berlin: Springer.
- Zwicker-Pelzer, R. (2019). Beratung im Allgemeinen Sozialen Dienst. In: Merchel, J.(Hg.):Handbuch ASD. München: Ernst Reinhardt. S. 222–231.
- Zwicker-Pelzer, R. (2019): Netzwerkansatz und Systemik – ein Mensch ist selten allein. (12-19) in: SI:SO 1/2019 Jg. 24. Siegen: Eigenverlag der Universität.
- Zwicker-Pelzer, R. (2020): Systemische Beratung und Familientherapie im Kontext von Pflege und Angehörigenarbeit. (242- 258) in: Kuhnert, T.; Berg, M.: Systemische Therapie jenseits des Heilauftrags. Göttingen: V&R